# Lomokankro
Lomokankro est une sous-préfecture du département de Tiébissou, au centre de la Côte d'Ivoire. Elle se trouve dans le district des Lacs, dans la région du Bélier. La ville est située à l'est de Tiébissou, sur la route de Didiévi.
Lomokankro est en pays Baoulé.

## Organisation territoriale
Lomokankro a eu le statut de commune jusqu'en mars 2012. À cette date, elle a perdu ce statut comme 1126 autres communes de Côte d'Ivoire.
Le territoire de la sous-préfecture de Lomokankro comprend 23 villages pour une population totale de 14 835 habitants, au recensement de 2014.

### Villages dépendant de la sous-préfecture
1. Aboblakro (614)
2. Amienkro (318)
3. Assé-N'gattakro (1 318)
4. Assoko Yao Djèkro (582)
5. Atchin Koffikro (450)
6. Bakro-Sakassou (418)
7. Bongobo (1 184)
8. Bouégbessou (996)
9. Bouékro (307)
10. Djahakro (283)
11. Gogokro (362)
12. Hodoukou (812)
13. Koffi N'gorankro (460)
14. Koua-Kouassikro (485)
15. Kouassi-Afflékro (226)
16. Kpassanou (831)
17. Kpodjou-Kpangbassou (204)
18. Lomokankro (1 282)
19. Lougbéli (653)
20. N'gangoro-Ahitou (846)
21. N'gatta-N'guessanblékro (397)
22. N'zissiessou (1 391)
23. Wawakro (416)